# Championnat du monde de Formule 1 1976
Navigation
1975 1977
Le championnat  du monde de Formule 1 1976 a été remporté par le Britannique James Hunt sur une McLaren-Ford. Ferrari remporte le championnat du monde des constructeurs. 
Niki Lauda, champion du monde en titre, domine la première partie de la saison au volant de sa Ferrari mais, le 1er août, sur le circuit du Nürburgring, il est victime d'un terrible accident ; il est extrait de sa monoplace gravement brûlé au visage et intoxiqué par les émanations d'essence. Seulement six semaines plus tard, il reprend le volant lors du Grand Prix d'Italie à Monza où il se classe quatrième. Il est toujours en tête du classement lors du dernier Grand Prix, sur le circuit du Mont-Fuji au Japon. Une grosse averse s'abat sur la piste et Lauda ne parcourt que deux tours de course avant de décider de rentrer au stand et d'abandonner. En parvenant à se classer troisième dans le dernier tour, James Hunt remporte le titre pour un point d'avance. 
Cet épisode de l'histoire de la Formule 1 est relaté dans le film Rush sorti en 2013.

## Règlement sportif
- L'attribution des points s'effectue selon le barème 9, 6, 4, 3, 2, 1.
- Seuls les 7 meilleurs résultats des 8 premières manches et les 7 meilleurs résultats des 8 dernières manches sont retenus.

## Règlement technique
- Moteurs atmosphériques : 3 000 cm³.
- Moteurs suralimentés : 1 500 cm³.

## Pilotes et monoplaces
| Écurie                                        | Constructeur | Châssis      | Moteur                   | Pneus | no | Pilotes                  | Manches disputées |
| --------------------------------------------- | ------------ | ------------ | ------------------------ | ----- | -- | ------------------------ | ----------------- |
| Scuderia Ferrari SpA SEFAC                    | Ferrari      | 312 T 312 T2 | Ferrari Flat-12 015 3.0  | G     | 1  | Niki Lauda               | 1-10, 13-16       |
| Scuderia Ferrari SpA SEFAC                    | Ferrari      | 312 T 312 T2 | Ferrari Flat-12 015 3.0  | G     | 2  | Clay Regazzoni           | Toutes            |
| Scuderia Ferrari SpA SEFAC                    | Ferrari      | 312 T 312 T2 | Ferrari Flat-12 015 3.0  | G     | 35 | Carlos Reutemann         | 13, 15            |
| Elf Team Tyrrell                              | Tyrrell      | 007 P34      | Ford 3.0 V8              | G     | 3  | Jody Scheckter           | Toutes            |
| Elf Team Tyrrell                              | Tyrrell      | 007 P34      | Ford 3.0 V8              | G     | 4  | Patrick Depailler        | Toutes            |
| Elf Team Tyrrell                              | Tyrrell      | 007 P34      | Ford 3.0 V8              | G     | 41 | Otto Stuppacher          | 11                |
| John Player Team Lotus                        | Lotus        | 77           | Ford 3.0 V8              | G     | 5  | Ronnie Peterson          | 1                 |
| John Player Team Lotus                        | Lotus        | 77           | Ford 3.0 V8              | G     | 5  | Bob Evans                | 2-3               |
| John Player Team Lotus                        | Lotus        | 77           | Ford 3.0 V8              | G     | 5  | Mario Andretti           | 4-5, 7-16         |
| John Player Team Lotus                        | Lotus        | 77           | Ford 3.0 V8              | G     | 6  | Mario Andretti           | 1                 |
| John Player Team Lotus                        | Lotus        | 77           | Ford 3.0 V8              | G     | 6  | Gunnar Nilsson           | 2-16              |
| Martini Racing                                | Brabham      | BT45         | Alfa Romeo 3.0 12 à plat | G     | 7  | Carlos Reutemann         | 1-12              |
| Martini Racing                                | Brabham      | BT45         | Alfa Romeo 3.0 12 à plat | G     | 7  | Rolf Stommelen           | 13                |
| Martini Racing                                | Brabham      | BT45         | Alfa Romeo 3.0 12 à plat | G     | 7  | Larry Perkins            | 14-16             |
| Martini Racing                                | Brabham      | BT45         | Alfa Romeo 3.0 12 à plat | G     | 8  | Carlos Pace              | Toutes            |
| Martini Racing                                | Brabham      | BT45         | Alfa Romeo 3.0 12 à plat | G     | 77 | Rolf Stommelen           | 10                |
| Beta Team March                               | March        | 761          | Ford 3.0 V8              | G     | 9  | Vittorio Brambilla       | Toutes            |
| Lavazza March                                 | March        | 761          | Ford 3.0 V8              | G     | 10 | Lella Lombardi           | 1                 |
| March Engineering                             | March        | 761          | Ford 3.0 V8              | G     | 10 | Ronnie Peterson          | 2-16              |
| March Engineering                             | March        | 761          | Ford 3.0 V8              | G     | 34 | Hans-Joachim Stuck       | Toutes            |
| Marlboro Team McLaren                         | McLaren      | M23          | Ford 3.0 V8              | G     | 11 | James Hunt               | Toutes            |
| Marlboro Team McLaren                         | McLaren      | M23          | Ford 3.0 V8              | G     | 12 | Jochen Mass              | Toutes            |
| Shellsport                                    | Surtees      | TS16         | Ford 3.0 V8              | G     | 13 | Divina Galica            | 9                 |
| Stanley BRM                                   | BRM          | P201B        | BRM 3.0 V12              | G     | 14 | Ian Ashley               | 1-2               |
| Lexington Racing                              | Tyrrell      | 007          | Ford 3.0 V8              | G     | 15 | Ian Scheckter            | 2                 |
| Shadow Racing Team Shadow Racing with Tabatip | Shadow       | DN5B DN8     | Ford 3.0 V8              | G     | 16 | Tom Pryce                | Toutes            |
| Shadow Racing Team Shadow Racing with Tabatip | Shadow       | DN5B DN8     | Ford 3.0 V8              | G     | 17 | Jean-Pierre Jarier       | Toutes            |
| Team Surtees                                  | Surtees      | TS19         | Ford 3.0 V8              | G     | 18 | Brett Lunger             | 2-5, 7-11, 13-15  |
| Team Surtees                                  | Surtees      | TS19         | Ford 3.0 V8              | G     | 18 | Conny Andersson          | 12                |
| Team Surtees                                  | Surtees      | TS19         | Ford 3.0 V8              | G     | 18 | Noritake Takahara        | 16                |
| Team Surtees                                  | Surtees      | TS19         | Ford 3.0 V8              | G     | 19 | Alan Jones               | 3-16              |
| Frank Williams Racing Cars                    | Williams     | FW04 FW05    | Ford 3.0 V8              | G     | 20 | Jacky Ickx               | 1-3               |
| Frank Williams Racing Cars                    | Williams     | FW04 FW05    | Ford 3.0 V8              | G     | 21 | Renzo Zorzi              | 1                 |
| Frank Williams Racing Cars                    | Williams     | FW04 FW05    | Ford 3.0 V8              | G     | 21 | Michel Leclère           | 2-3               |
| Walter Wolf Racing                            | Williams     | FW05         | Ford 3.0 V8              | G     | 20 | Jacky Ickx               | 4-6, 8-9          |
| Walter Wolf Racing                            | Williams     | FW05         | Ford 3.0 V8              | G     | 20 | Tom Belsø                | 7                 |
| Walter Wolf Racing                            | Williams     | FW05         | Ford 3.0 V8              | G     | 20 | Arturo Merzario          | 10-16             |
| Walter Wolf Racing                            | Williams     | FW05         | Ford 3.0 V8              | G     | 21 | Michel Leclère           | 4-8               |
| Walter Wolf Racing                            | Williams     | FW05         | Ford 3.0 V8              | G     | 21 | Chris Amon               | 14                |
| Walter Wolf Racing                            | Williams     | FW05         | Ford 3.0 V8              | G     | 21 | Warwick Brown            | 15                |
| Walter Wolf Racing                            | Williams     | FW05         | Ford 3.0 V8              | G     | 21 | Hans Binder              | 16                |
| Walter Wolf Racing                            | Williams     | FW05         | Ford 3.0 V8              | G     | 21 | Masami Kuwashima         | 16                |
| Team Ensign                                   | Ensign       | N174 N176    | Ford 3.0 V8              | G     | 22 | Chris Amon               | 2-7, 9-11         |
| Team Ensign                                   | Ensign       | N174 N176    | Ford 3.0 V8              | G     | 22 | Patrick Nève             | 8                 |
| Team Ensign                                   | Ensign       | N174 N176    | Ford 3.0 V8              | G     | 22 | Hans Binder              | 11                |
| Team Ensign                                   | Ensign       | N174 N176    | Ford 3.0 V8              | G     | 22 | Jacky Ickx               | 12-16             |
| Team Ensign                                   | Ensign       | N174 N176    | Ford 3.0 V8              | G     | 23 | Antonio Bernardo         | 5                 |
| Hesketh Racing                                | Hesketh      | 308D         | Ford 3.0 V8              | G     | 24 | Harald Ertl              | 2-12, 15-16       |
| Penthouse Rizla Racing with Hesketh           | Hesketh      | 308D         | Ford 3.0 V8              | G     | 24 | Harald Ertl              | 13-14             |
| Penthouse Rizla Racing with Hesketh           | Hesketh      | 308D         | Ford 3.0 V8              | G     | 25 | Guy Edwards              | 5, 8-11, 13-14    |
| Penthouse Rizla Racing with Hesketh           | Hesketh      | 308D         | Ford 3.0 V8              | G     | 25 | Rolf Stommelen           | 12                |
| Penthouse Rizla Racing with Hesketh           | Hesketh      | 308D         | Ford 3.0 V8              | G     | 25 | Alex Ribeiro             | 15                |
| Mapfre-Williams                               | Williams     | FW04         | Ford 3.0 V8              | G     | 25 | Emilio Zapico            | 4                 |
| Ligier Gitanes                                | Ligier       | JS5          | Matra 3.0 V12            | G     | 26 | Jacques Laffite          | Toutes            |
| Vel's Parnelli Jones Racing                   | Parnelli     | VPJ4B        | Ford 3.0 V8              | G     | 27 | Mario Andretti           | 2-3               |
| HB Bewaking Alarm Systems                     | Boro         | 001          | Ford 3.0 V8              | G     | 27 | Larry Perkins            | 12                |
| HB Bewaking Alarm Systems                     | Boro         | 001          | Ford 3.0 V8              | G     | 37 | Larry Perkins            | 4-7               |
| HB Bewaking Alarm Systems                     | Boro         | 001          | Ford 3.0 V8              | G     | 39 | Larry Perkins            | 10                |
| HB Bewaking Alarm Systems                     | Boro         | 001          | Ford 3.0 V8              | G     | 40 | Larry Perkins            | 13                |
| Citibank Team Penske                          | Penske       | PC3 PC4      | Ford 3.0 V8              | G     | 28 | John Watson              | Toutes            |
| Copersucar-Fittipaldi                         | Fittipaldi   | FD03 FD04    | Ford 3.0 V8              | G     | 30 | Emerson Fittipaldi       | Toutes            |
| Copersucar-Fittipaldi                         | Fittipaldi   | FD03 FD04    | Ford 3.0 V8              | G     | 31 | Ingo Hoffmann            | 1, 3-5, 8-9       |
| RAM Racing                                    | Brabham      | BT44B        | Ford 3.0 V8              | G     | 32 | Loris Kessel             | 4-7, 11           |
| RAM Racing                                    | Brabham      | BT44B        | Ford 3.0 V8              | G     | 32 | Bob Evans                | 9                 |
| RAM Racing                                    | Brabham      | BT44B        | Ford 3.0 V8              | G     | 33 | Emilio de Villota        | 4                 |
| RAM Racing                                    | Brabham      | BT44B        | Ford 3.0 V8              | G     | 33 | Patrick Nève             | 5                 |
| RAM Racing                                    | Brabham      | BT44B        | Ford 3.0 V8              | G     | 33 | Jac Nelleman             | 6                 |
| RAM Racing                                    | Brabham      | BT44B        | Ford 3.0 V8              | G     | 33 | Damien Magee             | 7                 |
| RAM Racing                                    | Brabham      | BT44B        | Ford 3.0 V8              | G     | 33 | Lella Lombardi           | 9-11              |
| RAM Racing                                    | Brabham      | BT44B        | Ford 3.0 V8              | G     | 41 | Lella Lombardi           | 13                |
| Ovoro Team March                              | March        | 761          | Ford 3.0 V8              | G     | 35 | Arturo Merzario          | 3-9               |
| Scuderia Gulf Rondini                         | Tyrrell      | 007          | Ford 3.0 V8              | G     | 37 | Alessandro Pesenti-Rossi | 14                |
| Scuderia Gulf Rondini                         | Tyrrell      | 007          | Ford 3.0 V8              | G     | 39 | Alessandro Pesenti-Rossi | 12                |
| Scuderia Gulf Rondini                         | Tyrrell      | 007          | Ford 3.0 V8              | G     | 40 | Alessandro Pesenti-Rossi | 11, 13            |
| Team Norev Racing with BS Fabrications        | Surtees      | TS19         | Ford 3.0 V8              | G     | 38 | Henri Pescarolo          | 6-15              |
| F&S Properties                                | Penske       | PC3          | Ford 3.0 V8              | G     | 39 | Boy Hajye                | 12                |
| OASC Racing Team                              | Tyrrell      | 007          | Ford 3.0 V8              | G     | 39 | Otto Stuppacher          | 13-15             |
| Team P.R. Reilly                              | Shadow       | DN3          | Ford 3.0 V8              | G     | 40 | Mike Wilds               | 9                 |
| Sports Cars of Austria                        | March        | 761          | Ford 3.0 V8              | G     | 40 | Karl Oppitzhauser        | 11                |
| RAM Racing                                    | Williams     | FW           | Ford 3.0 V8              | G     | 42 | Loris Kessel             | 13                |
| Kojima Engineering                            | Kojima       | KE007        | Ford 3.0 V8              | D     | 51 | Masahiro Hasemi          | 16                |
| Heros Racing                                  | Tyrrell      | 007          | Ford 3.0 V8              | B     | 52 | Kazuyoshi Hoshino        | 16                |
| Maki Engineering                              | Maki         | F102A        | Ford 3.0 V8              | G     | 54 | Tony Trimmer             | 16                |

L'inter-saison a été marquée par le départ d'Emerson Fittipaldi de chez McLaren : le champion du monde 1974 puis vice-champion 1975 au volant des monoplaces rouge et blanche, a décidé de rejoindre l'écurie Copersucar fondée l'année précédente par son frère Wilson. Fittipaldi est remplacé chez McLaren par l'Anglais James Hunt laissé libre par la disparition de l'écurie Hesketh au sein de laquelle il s'est révélé. L'autre sensation de l'hiver est venue de l'écurie Tyrrell qui a présenté aux journalistes médusés une voiture à six roues (4 roulettes directrices à l'avant et deux roues classiques à l'arrière). Dénommée Tyrrell P34, celle que l'on appellera communément la 6 roues, doit débuter à l'occasion du GP d'Espagne.

## Résumé du championnat du monde 1976

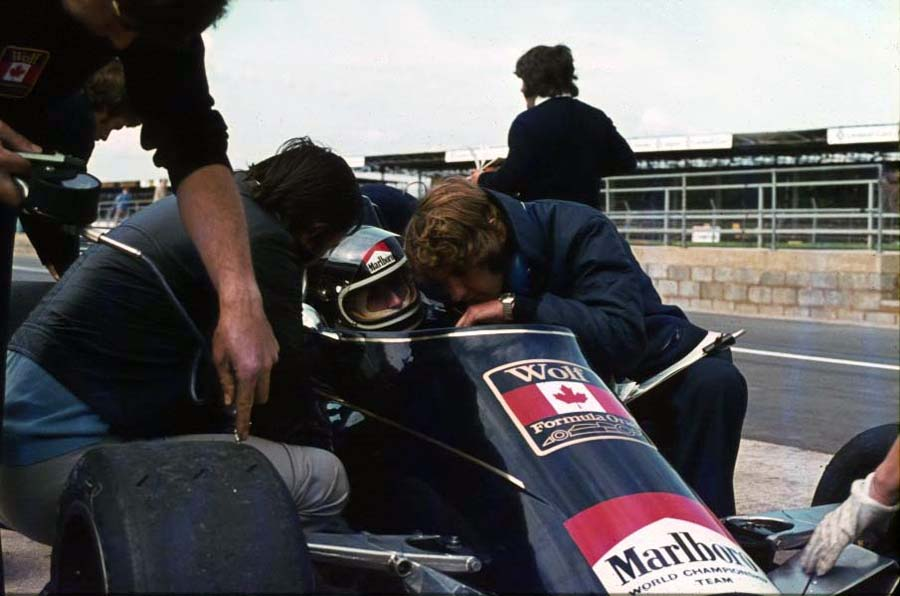
Jackie Ickx à Silverstone

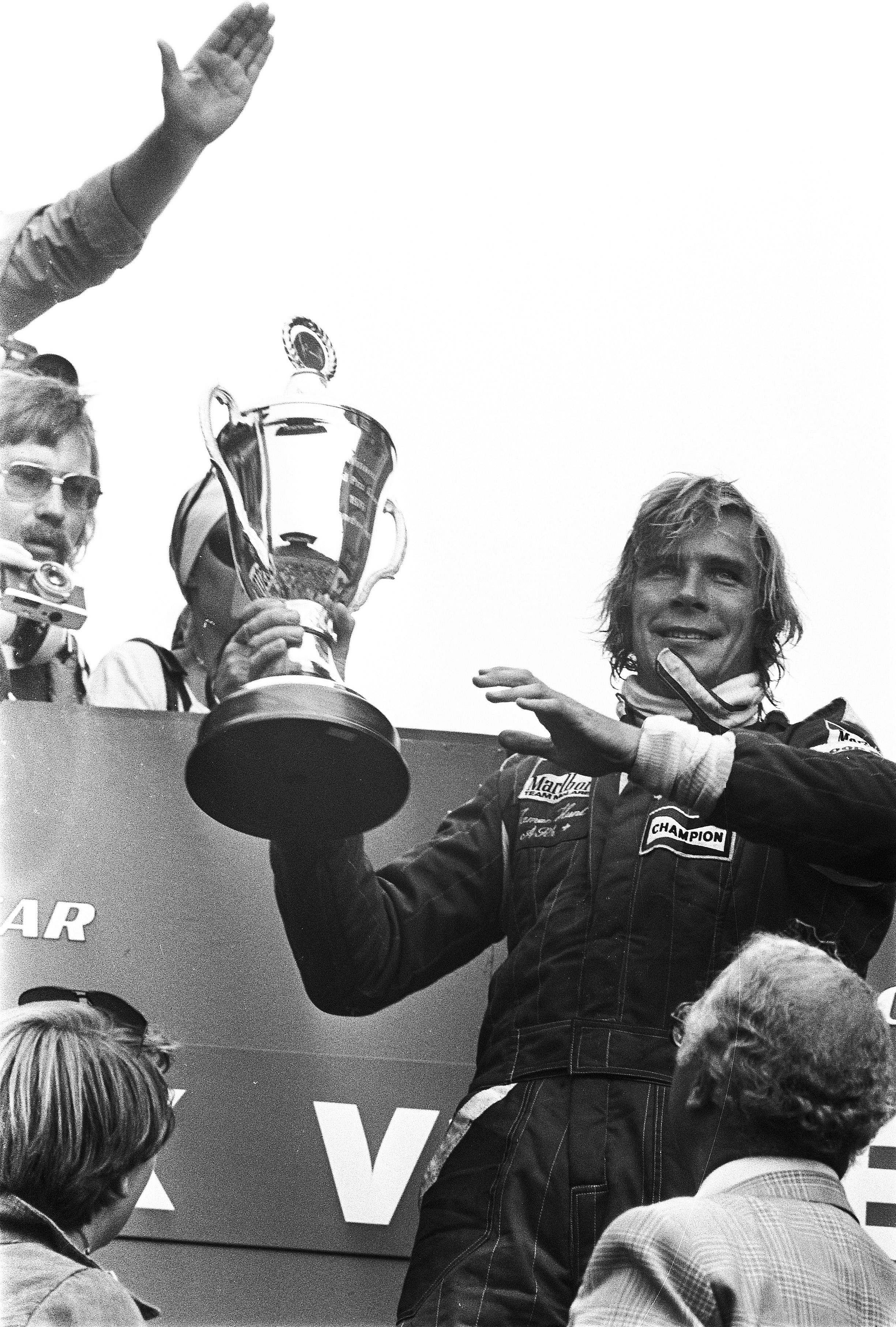
James Hunt victorieux aux Pays-Bas

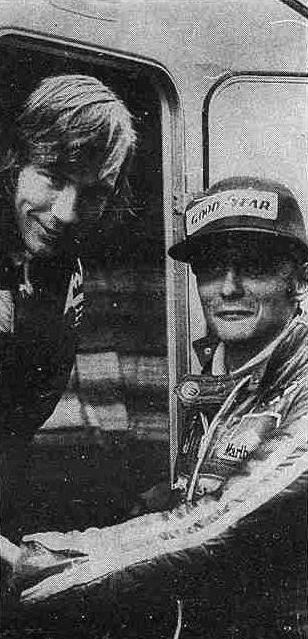
Hunt et Lauda à Monza

Malgré deux pole positions consécutives de James Hunt sur McLaren-Ford c'est Niki Lauda sur Ferrari qui remporte les deux premières épreuves de la saison au Brésil et en Afrique du Sud. À Long Beach, Clay Regazzoni confirme la supériorité des Ferrari en s'imposant devant son chef de file. Le festival Lauda reprend au retour en Europe, après la disqualification du vainqueur Hunt pour aileron non conforme, le pilote autrichien s'impose au Grand Prix d'Espagne, puis en Belgique et à Monaco, soit cinq victoires en six courses. 
En Suède, pour la première fois de la saison, les Ferrari sont battues par les étonnantes Tyrrell P34 qui signent un doublé historique, Scheckter devant Depailler. Troisième, Lauda conforte sa large avance au classement du championnat du monde avec 32 points d'avance sur Jody Scheckter. 
Un premier tournant du championnat a lieu au Grand Prix de France où, débarrassé rapidement des Ferrari, James Hunt signe sa première victoire de la saison, ou plutôt sa deuxième car au lendemain du Grand Prix de France, le Tribunal d'Appel de la FIA déjuge les commissaires qui l'avaient exclu du Grand Prix d'Espagne. En deux jours, Hunt reprend donc 21 points au championnat à Lauda qui reste confortablement en tête du championnat avec deux fois plus de points que le pilote britannique (52 pour Lauda, 26 pour Hunt). À Brands Hatch, Hunt s'impose à nouveau devant Lauda mais sa victoire reste sujette à caution puisqu'il a repris la course de manière irrégulière après avoir été impliqué dans un accrochage au premier départ. 
Avec 23 points d'avance sur Hunt et sept courses à disputer, Niki Lauda aborde le Grand Prix d'Allemagne en position de force. Disputée sur le terrifiant tracé du Nürburgring (un circuit de plus de 22 kilomètres de long, étroit, bosselé et à la sécurité précaire), l'épreuve prête à polémique. Niki Lauda a d'ailleurs pris la tête d'une fronde des pilotes visant à boycotter l'épreuve, mais sans effet. Ralenti par un mauvais choix de pneus au départ (il est parti en pneus pluie sur une piste sèchante), Lauda évolue dans le ventre mou du peloton lorsqu'il perd le contrôle de sa Ferrari pour une raison inexpliquée. Lors d'un violent contact avec le talus, Lauda perd son casque tandis que sa voiture s'embrase et est percutée par d'autres concurrents. Grâce au courage de plusieurs pilotes venus à son secours (Brett Lunger, Arturo Merzario, Harald Ertl et Guy Edwards) Lauda est évacué relativement rapidement de sa voiture. Gravement brûlé au visage, l'Autrichien a surtout inhalé des vapeurs d'essence hautement toxiques. Dans la soirée, son état de santé est si critique, qu'un prêtre appelé à son chevet prononce les derniers sacrements. La course est remportée par James Hunt qui revient à 14 points de Lauda au championnat. 
Deux semaines plus tard en Autriche et en l'absence de la Scuderia Ferrari qui a déclaré forfait, Hunt ne peut faire mieux que quatrième, le barbu nord-irlandais John Watson s'imposant au volant de la Penske, sa victoire lui vaudra de raser sa barbe pour respecter un pari avec son patron. À Zandvoort, toujours en l'absence de Lauda, Hunt décroche une nouvelle victoire qui lui permet de revenir à deux points de l'Autrichien au championnat. 
À Monza, moins de six semaines après son terrible accident, Lauda est de retour à la compétition. La rapidité de ce retour a pris tous les observateurs de vitesse, ainsi que son propre employeur. Ferrari venait en effet d'engager Carlos Reutemann lassé par les mauvais résultats des nouvelles Brabham-Alfa Romeo, pour le remplacer. Trois Ferrari sont donc engagées à Monza. Héroïque quatrième, Lauda reprend trois points à Hunt qui, parti du fond de la grille (la McLaren a été déclassé à l'issue des qualifications en raison d'une essence jugée non conforme) a terminé sa course prématurément dans les graviers. Quelques jours plus tard, les 5 points d'avance de Lauda sur Hunt se transforment en 17 points à la suite de l'annonce du déclassement de l'Anglais du Grand Prix de Grande-Bretagne. 
Le duel Lauda-Hunt se poursuit au Canada avec une victoire de Hunt tandis que Lauda, ralenti par des ennuis de suspension, termine hors des points. L'écart retombe à 8 points, puis à 3 points à l'issue de la manche de Watkins Glen à nouveau dominée par Hunt alors que Lauda se contente de la troisième place. 
L'épilogue de la saison a lieu au Japon, au Mont Fuji, qui accueille pour la première fois une manche du championnat du monde de Formule 1. En raison des conditions météo exécrables, Niki Lauda se retire volontairement à l'issue du deuxième tour de course, et offre ainsi le titre à Hunt. Alors que la piste sèche, la course sombre dans la confusion la plus totale. Victime d'une crevaison en vue de l'arrivée, Hunt semble tout perdre mais parvient in-extremis à remonter jusqu’à la troisième place synonyme de titre mondial. Croyant avoir échoué, Hunt, furieux, sera proche d'agresser physiquement son directeur sportif Teddy Mayer venu le féliciter à l'arrivée.

## Grands Prix de la saison 1976
Initialement prévu le 11 janvier, le Grand Prix d'Argentine, à Buenos Aires, est annulé.
| no  | Date         | Grand Prix                      | Lieu           | Vainqueur       | Écurie       | Pole position   | Record du tour     | Résumé |
| --- | ------------ | ------------------------------- | -------------- | --------------- | ------------ | --------------- | ------------------ | ------ |
| 265 | 25 janvier   | Grand Prix du Brésil            | Interlagos     | Niki Lauda      | Ferrari      | James Hunt      | Jean-Pierre Jarier | Résumé |
| 266 | 6 mars       | Grand Prix d'Afrique du Sud     | Kyalami        | Niki Lauda      | Ferrari      | James Hunt      | Niki Lauda         | Résumé |
| 267 | 28 mars      | Grand Prix des États-Unis Ouest | Long Beach     | Clay Regazzoni  | Ferrari      | Clay Regazzoni  | Clay Regazzoni     | Résumé |
| 268 | 2 mai        | Grand Prix d'Espagne            | Jarama         | James Hunt      | McLaren-Ford | James Hunt      | Jochen Mass        | Résumé |
| 269 | 16 mai       | Grand Prix de Belgique          | Zolder         | Niki Lauda      | Ferrari      | Niki Lauda      | Niki Lauda         | Résumé |
| 270 | 30 mai       | Grand Prix de Monaco            | Monaco         | Niki Lauda      | Ferrari      | Niki Lauda      | Clay Regazzoni     | Résumé |
| 271 | 13 juin      | Grand Prix de Suède             | Anderstorp     | Jody Scheckter  | Tyrrell-Ford | Jody Scheckter  | Mario Andretti     | Résumé |
| 272 | 4 juillet    | Grand Prix de France            | Le Castellet   | James Hunt      | McLaren-Ford | James Hunt      | Niki Lauda         | Résumé |
| 273 | 18 juillet   | Grand Prix de Grande-Bretagne   | Brands Hatch   | Niki Lauda      | Ferrari      | Niki Lauda      | Niki Lauda         | Résumé |
| 274 | 1er août     | Grand Prix d'Allemagne          | Nürburgring    | James Hunt      | McLaren-Ford | James Hunt      | Jody Scheckter     | Résumé |
| 275 | 15 août      | Grand Prix d'Autriche           | Österreichring | John Watson     | Penske-Ford  | James Hunt      | James Hunt         | Résumé |
| 276 | 29 août      | Grand Prix des Pays-Bas         | Zandvoort      | James Hunt      | McLaren-Ford | Ronnie Peterson | Clay Regazzoni     | Résumé |
| 277 | 12 septembre | Grand Prix d'Italie             | Monza          | Ronnie Peterson | March-Ford   | Jacques Laffite | Ronnie Peterson    | Résumé |
| 278 | 3 octobre    | Grand Prix du Canada            | Mosport        | James Hunt      | McLaren-Ford | James Hunt      | Patrick Depailler  | Résumé |
| 279 | 10 octobre   | Grand Prix des États-Unis Est   | Watkins Glen   | James Hunt      | McLaren-Ford | James Hunt      | James Hunt         | Résumé |
| 280 | 24 octobre   | Grand Prix du Japon             | Fuji           | Mario Andretti  | Lotus-Ford   | Mario Andretti  | Jacques Laffite,   | Résumé |

| Date     | Grand Prix                                   | Lieu         | Vainqueur  | Écurie       | Pole position  | Record du tour | Résumé |
| -------- | -------------------------------------------- | ------------ | ---------- | ------------ | -------------- | -------------- | ------ |
| 14 mars  | XI Daily Mail Race of Champions              | Brands Hatch | James Hunt | McLaren-Ford | Jody Scheckter | James Hunt     | Résumé |
| 11 avril | XXVIII BRDC Graham Hill International Trophy | Silverstone  | James Hunt | McLaren-Ford | James Hunt     | James Hunt     | Résumé |

## Classement des pilotes
| Classement | Pilote             | Points |
| ---------- | ------------------ | ------ |
| Champion   | James Hunt         | 69     |
| 2e         | Niki Lauda         | 68     |
| 3e         | Jody Scheckter     | 49     |
| 4e         | Patrick Depailler  | 39     |
| 5e         | Clay Regazzoni     | 31     |
| 6e         | Mario Andretti     | 22     |
| 7e         | John Watson        | 20     |
| 8e         | Jacques Laffite    | 20     |
| 9e         | Jochen Mass        | 19     |
| 10e        | Gunnar Nilsson     | 11     |
| 11e        | Ronnie Peterson    | 10     |
| 12e        | Tom Pryce          | 10     |
| 13e        | Hans-Joachim Stuck | 8      |
| 14e        | Carlos Pace        | 7      |
| 15e        | Alan Jones         | 7      |
| 16e        | Carlos Reutemann   | 3      |
| 17e        | Emerson Fittipaldi | 3      |
| 18e        | Chris Amon         | 2      |
| 19e        | Vittorio Brambilla | 1      |
| 20e        | Rolf Stommelen     | 1      |

## Classement des constructeurs
| Classement | Écurie             | Points  |
| ---------- | ------------------ | ------- |
| Champion   | Ferrari            | 83      |
| 2e         | McLaren-Ford       | 74 (75) |
| 3e         | Tyrrell-Ford       | 71      |
| 4e         | Lotus-Ford         | 29      |
| 5e         | Penske-Ford        | 20      |
| 6e         | Ligier-Matra       | 20      |
| 7e         | March-Ford         | 19      |
| 8e         | Shadow-Ford        | 10      |
| 9e         | Brabham-Alfa Romeo | 9       |
| 10e        | Surtees-Ford       | 7       |
| 11e        | Fittipaldi-Ford    | 3       |
| 12e        | Ensign-Ford        | 2       |
| 13e        | Parnelli-Ford      | 1       |
| 14e        | Hesketh-Ford       | 0       |
| 15e        | Wolf-Williams-Ford | 0       |
| 16e        | Boro-Ford          | 0       |
| 17e        | Williams-Ford      | 0       |
| 18e        | Kojima-Ford        | 0       |
| 19e        | Brabham-Ford       | 0       |
| 20e        | BRM                | 0       |
| 21e        | Maki-Ford          | 0       |

## Au cinéma

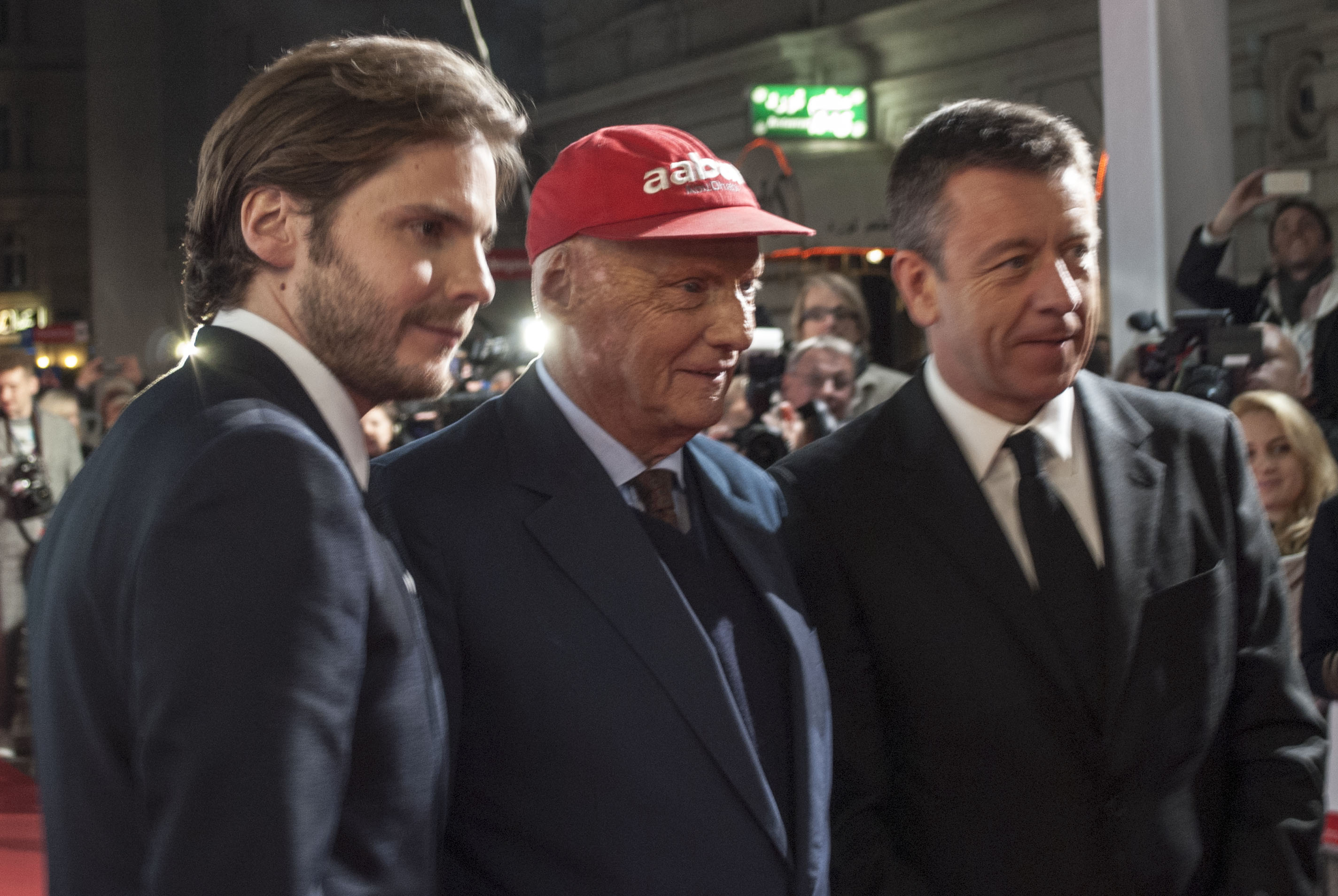
Niki Lauda, Daniel Brühl et Peter Morgan lors de la promotion du film Rush

En 2013, ce championnat de Formule 1 1976 est retracé au cinéma dans le film Rush de Ron Howard, mettant en scène la rivalité de James Hunt joué par Chris Hemsworth et Niki Lauda joué par Daniel Brühl.